# Élvis (football)
Pour les articles homonymes, voir Elvis (homonymie).
Élvis Alves Pereira, dit Élvis est un footballeur brésilien né le 23 août 1977 à São Paulo.